# 골드앤에스
골드앤에스(영어: Gold&S Co. Ltd.)는 대한민국의 영어교육기업이다. 본사는 서울특별시 영등포구 영신로 166 7층 712호,719호~721호 (영등포동6가, 영등포반도아이비밸리)에 위치해 있으며 대표이사는 신승호이다.

## 사업
시원스쿨Lab을 통해 토익, 토익 스피킹, 오픽, 지텔프, 텝스, 아이엘츠, SPA, DET 등 시험영어 강의를 온라 인으로 제공하고 있다

## 같이 보기
- YBM넷
- 정상제이엘에스

## 참고문헌
1. ↑  골드앤에스, +9.90% VI 발동, 조선비즈, 2024년 5월 27일
2. ↑  골드앤에스, 외국인 14.13만 주 대량 순매수... 주가 +10.73%, 뉴스핌, 2024년 5월 27일
3. ↑  서혜진, 한국IR협의회 기업리서치센터 기술분석보고서-골드앤에스, 2023년 9월 7일[깨진 링크(과거 내용 찾기)]